# Svend Foyn

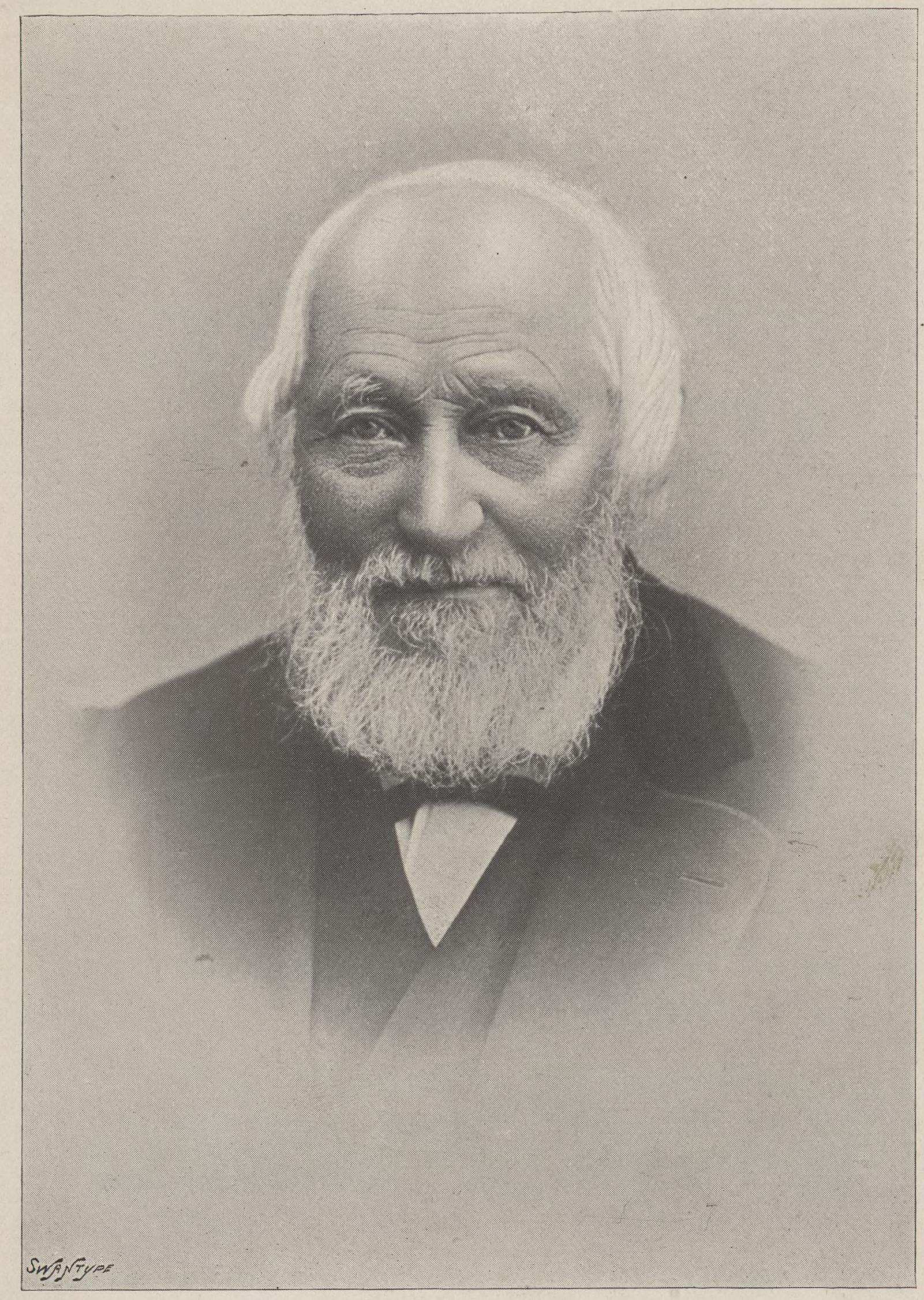
Svend Foyn.

Svend Foyn, född 9 juli 1809, död 30 november 1894, var en norsk redare och grundläggaren av den moderna norska valfångsten.
Efter att först ha idkat säljakt övergick Foyn 1865 till att fånga val med ångfartyg, vilket fick ökad betydelse, sedan han uppfunnit granatharpunen. För att tillgodogöra sig jaktbytet anlade Foyn trankokerier och en guanofabrik vid Vadsø med filialer i Tønsberg. Då valarna vid Finnmarken genom alltför intensiv jakt avtog och de där fredats, sökte Foyn nya fångstplatser vid Island och i södra polarhavet. Hans sista resa skildras i The cruise of the Antarctic (1895). Foyn, som förvärvade en stor förmögenhet, var en frikostig mecenat för sin födelsestad Tønsberg.